# 沼蘭族
沼蘭族（學名：Malaxideae），共約有340屬，全球均有分佈，主要見於熱帶。

## 特徵
附生或較少地生或腐生草本，偶爾見攀援藤本。